# Голуб-Добжињ
Голуб-Добжињ (пољ. Golub-Dobrzyń) град је у Пољској у Војводству кујавско-поморском. По подацима из 2012. године број становника у месту је био 13 014.
.

## Становништво
| 2012.  |
| ------ |
| 13 014 |

## Партнерски градови
- Плунге